# Arcził Majsuradze
Arcził Siemionowicz Majsuradze, ros. Арчил Семёнович Майсурадзе (ur. 1911, zm. 1950) – radziecki oficer, polityk.

## Życiorys
Arcził Siemionowicz Majsuradze urodził się w 1911. Z pochodzenia był Gruzinem. Osierocony w dzieciństwie związał się z wojskiem. W wieku 15 lat uczył się w szkole piechoty, a mając 19 lat służył na granicy.
Został Deputowanym do Rady Najwyższej ZSRR I kadencji (jako jeden z najmłodszych wiekiem) i delegatem na XVII i XVIII Zjazdy Partii (WKP(b)). Był członkiem rządu. Zamieszkiwał przy szosie leningradzkiej w Moskwie.
Podczas II wojny światowej służył w Armii Czerwonej w trakcie walk wielkiej wojny ojczyźnianej i na froncie wschodnim. W 1942 w randzie starszego komisarza batalionowego pełnił stanowisko komisarza Samodzielnej Brygady Piechoty Zmotoryzowanej o Specjalnym Przeznaczeniu (w oddziałach tej jednostki służbę odbywali czekiści-zwiadowcy, oficerowie wcześniej walczący w Hiszpanii, zagraniczni komuniści z państw zajętych przez III Rzeszę, przedwojenni sportowcy radzieccy, np. bracia Znamienscy, robotnicy oraz studenci z Moskwy). Formalnie był wówczas oficerem Wojsk Ochrony Pogranicza. W sierpniu 1942, po decyzji o tworzeniu na Syberii i Uralu, armii formowanej z jednostek WOP i wojsk wewnętrznych, został mianowany komisarzem dywizji. Następnie, w Nowosybirsku objął stanowisko zastępcy dowódcy dywizji do spraw politycznych, wkrótce potem połączone ze stanowiskiem szefa wydziału politycznego. Został oficerem sformowanej na początku 1943 roku 140 Syberyjskiej Dywizji Piechoty, wraz z którą wyruszył do walk na froncie wschodnim. Jego podkomendnym w obu ww. jednostkach był Emil Kardin. Majsuradze był ranny, zapadł na egzemę nerwową
Później awansowany na stopień pułkownika. Po wojnie służył w Głównym Zarządzie Politycznym.
Zmarł w 1950 w szpitalu w Moskwie. Został pochowany przy 26 alei na Cmentarzu Wagańkowskim w Moskwie. Jego żona nosiła zdrobniałe imię Dusia.